# Quesnelia conquistensis
Quesnelia conquistensis är en gräsväxtart som beskrevs av Elton Martinez Carvalho Leme. Quesnelia conquistensis ingår i släktet Quesnelia och familjen Bromeliaceae. Inga underarter finns listade i Catalogue of Life.